# آنا کورنیکوا
آنا سرگیونا کورنیکوا (به روسی: Анна Сергеевна Курникова) (زاده ۷ ژوئن ۱۹۸۱ در مسکو، شوروی سابق ) تنیسور بازنشسته اهل روسیه است.
در حال حاضر او همسر انریکه ایگلسیاس خواننده مشهور اسپانیایی است و صاحب سه فرزند به نام های لوسی و نیکولاس و مری هستند. آنا و انریکه رابطه‌ی شان را از سال ۲۰۰۱ در موزیک ویدیو (فرار) شروع کردند و آنها حدود ۲۲ سال است که باهم زندگی می‌کنند. آنا یک‌بار به خاطر موزیک ویدئو آهنگ (معتاد) انریکه را ترک کرده ولی دوباره به زندگی باهم ادامه دادند. رابطه آنها همچنان پا بر جاست. فرزند سوم آنها در سی ام ژانویه ۲۰۲۰ به دنیا آمد.